# Iosif Novac
Iosif Novac (în maghiară József Novák; n. 16 august 1922, Timișoara, România – d. 1995) a fost un înotător și jucător de polo pe apă român.

## Carieră
Sportivul s-a născut în Timișoara unde s-a apucat de înot. Cu echipa de ștafetă ILSA a câștigat în 1943 primul titlul național în proba de 4x100 m liber. Până în anul 1955 a obținut peste 10 titluri naționale și în perioada 1949-1955 a stabilit 16 recorduri naționale. În 1951 a participat la Festivalul Mondial al Tineretului și Studenților de la Berlinul de Est. În anul 1952 a devenit primul înotător român care a particpiat la Jocurile Olimpice. La Olimpiada de la Helsinki s-a clasat pe locul 26 în proba de 100 m liber.
În paralel Iosif Novac s-a dedicat de polo pe apă. Cu echipa ILSA a câștigat în 1946 pentru prima dată titlul național, o performanță pe care ILSA a realizat-o de șase ori conescutiv până în 1951. În 1948 Novac a jucat pentru PMB dar a revenit la ILSA în 1950. În 1951 s-a transferat la CCA. Sub antrenorul Adalbert Balint a obținut 5 titluri naționale în perioada 1952-1956.
După retragerea din activitatea sportivă el a fost fotograf la București.